# بول هنري نارجوليه
بول هنري نارجوليه ((بالفرنسية: Paul-Henri Nargeolet)‏؛ 2 مارس 1946 - ق. 18 يونيو 2023)  هو مستكشف فرنسي لأعماق البحار وخبير في تيتانيك، المعروف باسم "السيد تيتانيك"، كان نارجوليه واحدًا من خمسة أشخاص كانوا على متن الغواصة تيتان، التي انفجرت بالقرب من موقع حطام تيتانيك في 18 يونيو 2023.

## الحياة الشخصية
ولد نارجوليه في 2 مارس 1946 في شاموني في مقاطعة سافوا العليا الفرنسية، عاش في الدار البيضاء لمدة 13 عامًا قبل أن ينتقل إلى باريس لإكمال دراسته في سن 16. كان متزوجًا من مراسلة التلفزيون الأمريكي، ميشيل مارش، حتى وفاتها في عام 2017. ثم تزوج صديقة الطفولة، التي ظلت شريكة له حتى وفاته.

## روابط خارجية
- بول هنري نارجوليه في قاعدة بيانات الأفلام على الإنترنت